# 1999 RZ214
1999 RZ214 est un objet du disque des objets épars.

## Caractéristiques
1999 RZ214 mesure environ 121 kilomètres de diamètre.